# Carlos María García Cambón
Carlos María García Cambón (Buenos Aires, 27 de marzo de 1949 - Buenos Aires, 27 de abril de 2022) fue un futbolista y director técnico argentino. Jugaba como delantero y su primer equipo fue Chacarita Juniors. Su último club antes de retirarse fue Loma Negra de Olavarría.
Anotó cuatro goles en su debut con Boca Juniors en un Superclásico contra River Plate el 3 de febrero de 1974.

## Trayectoria

### Como jugador
Profesionalmente comenzó su carrera en Chacarita Juniors, y formó parte del equipo que ganó el Torneo Metropolitano 1969. Los admiradores de Chacarita lo recuerdan con cariño porque es el goleador del club en juegos contra su clásivo rival Atlanta con 8 goles.
En 1974 fue transferido a Boca Juniors, donde se recuerda su debut como uno de los más asombrosos en la historia de fútbol argentino. En 3 de febrero de 1974 García Cambón jugó su primer partido para Boca en el Superclásico contra River Plate. El juego terminó 5-2 a favor de Boca, con García Cambón anotando 4 de los goles de Boca, convirtiéndose en el único jugador que anotó cuatro goles en el mismo partido en la historia del Superclásico. Durante su paso por Boca, García Cambón ganó 2 campeonatos locales, el Nacional y el Metropolitano, ambos en el año 1976.
A principios de 1977 firmó para Unión de Santa Fe y seis meses después se trasladó a Grecia para sumarse a Olympiakos. En 1978 regresó a Chacarita Juniors, el club en el que comenzó su carrera como futbolista. El año 1979 lo encontró jugando en los Estados Unidos, primero en Rochester Lancers y luego en Las Vegas Eagles. Después de estar inactivo durante un año, en 1981 se incorporó a Loma Negra de Olavarría, el que sería el último equipo de su carrera antes de retirarse del fútbol en 1982. También integró el Seleccionado de la Liga de Fútbol de Olavarría que fue Campeón Argentino de la Copa "Béccar Varela" en 1982.

### Como entrenador
En 1998 fue nombrado director técnico de Boca Juniors de manera interina, reemplazando a Héctor Veira. Su etapa como técnico de Boca acaparó las cinco últimas fechas del Torneo Clausura 1998. Su presencia en el banquillo de este equipo fue el puntapié que dio inicio a una racha de 40 partidos invictos a nivel local, consolidados por la conducción de Carlos Bianchi y de los cuales los cinco primeros fueron bajo la conducción de Cambón. Luego de ello, continuó su carrera como entrenador en Blooming de Bolivia y en Persija Jakarta de Indonesia, el cual sería su último equipo como director técnico, el cual dirigió en el año 2004.

## Fallecimiento
El 27 de abril del año 2022, Boca Juniors confirmó su deceso. Tenía 73 años y en 2021 fue operado de urgencia por un aneurisma.

## Clubes

### Como jugador
| Club                    | País           | Año       |
| ----------------------- | -------------- | --------- |
| Chacarita Juniors       | Argentina      | 1967-1973 |
| Boca Juniors            | Argentina      | 1974-1976 |
| Unión de Santa Fe       | Argentina      | 1977      |
| Olympiakos              | Grecia         | 1977      |
| Chacarita Juniors       | Argentina      | 1978      |
| Rochester Lancers       | Estados Unidos | 1979      |
| Las Vegas Eagles        | Estados Unidos | 1979      |
| Loma Negra de Olavarría | Argentina      | 1981-82   |

### Como entrenador
| Club                    | País      | Año  |
| ----------------------- | --------- | ---- |
| Boca Juniors (interino) | Argentina | 1998 |
| Blooming                | Bolivia   | 2002 |
| Persija Jakarta         | Indonesia | 2004 |

## Palmarés

### Campeonatos nacionales
| Título           | Club              | País      | Año    |
| ---------------- | ----------------- | --------- | ------ |
| Primera División | Chacarita Juniors | Argentina | M-1969 |
| Primera División | Boca Juniors      | Argentina | M-1976 |
| Primera División | Boca Juniors      | Argentina | N-1976 |

### Campeonatos internacionales
| Título              | Selección           | Sede     | Año  |
| ------------------- | ------------------- | -------- | ---- |
| Sudamericano Sub-20 | Selección Argentina | Paraguay | 1967 |